# Stefania Turkevitch-Lukianovitch
Stefania Turkevitch-Lukianovitch (em ucraniano: Стефанія Туркевич-Лукіянович; Leópolis, 25 de abril de 1898 – Cambridge, 8 de abril de 1977) foi uma compositora, pianista e musicóloga ucraniana, reconhecida como a primeira compositora da Ucrânia.

## Infância
O avô de Stefania (Lev Turkevitch) e seu pai (Ivan Turkevitch) eram ministros religiosos. Sua mãe, Sofia Kormoshiv (Кормошів), era pianista e estudou com Karol Mikuli e Vilém Kurz, e também acompanhou a jovem Solomia Krushelnitska.:7 Toda a família era musical e todos tocavam um instrumento. Stefania tocava piano, harpa e harmônio. Mais tarde, a compositora relembrou sua infância e seu amor pela música:
No centro de tudo estava minha mãe, que tocava piano maravilhosamente. Quando criança, gostava muito de ouvi-la tocar. Então, começamos uma orquestra de salão em nossa casa. Tocávamos assim: meu pai no baixo [...], minha mãe no piano, Lionio (Льоньо) no violoncelo, eu no harmônio, Marika (Марійка) e Zenko (Зенко) [...] nos violinos. Meu pai também criou um coral familiar. Esses foram nossos primeiros passos no mundo da música. Meu pai nunca economizou dinheiro ou deu desculpas quando se tratava de nossa vida musical.:23

## Estudos

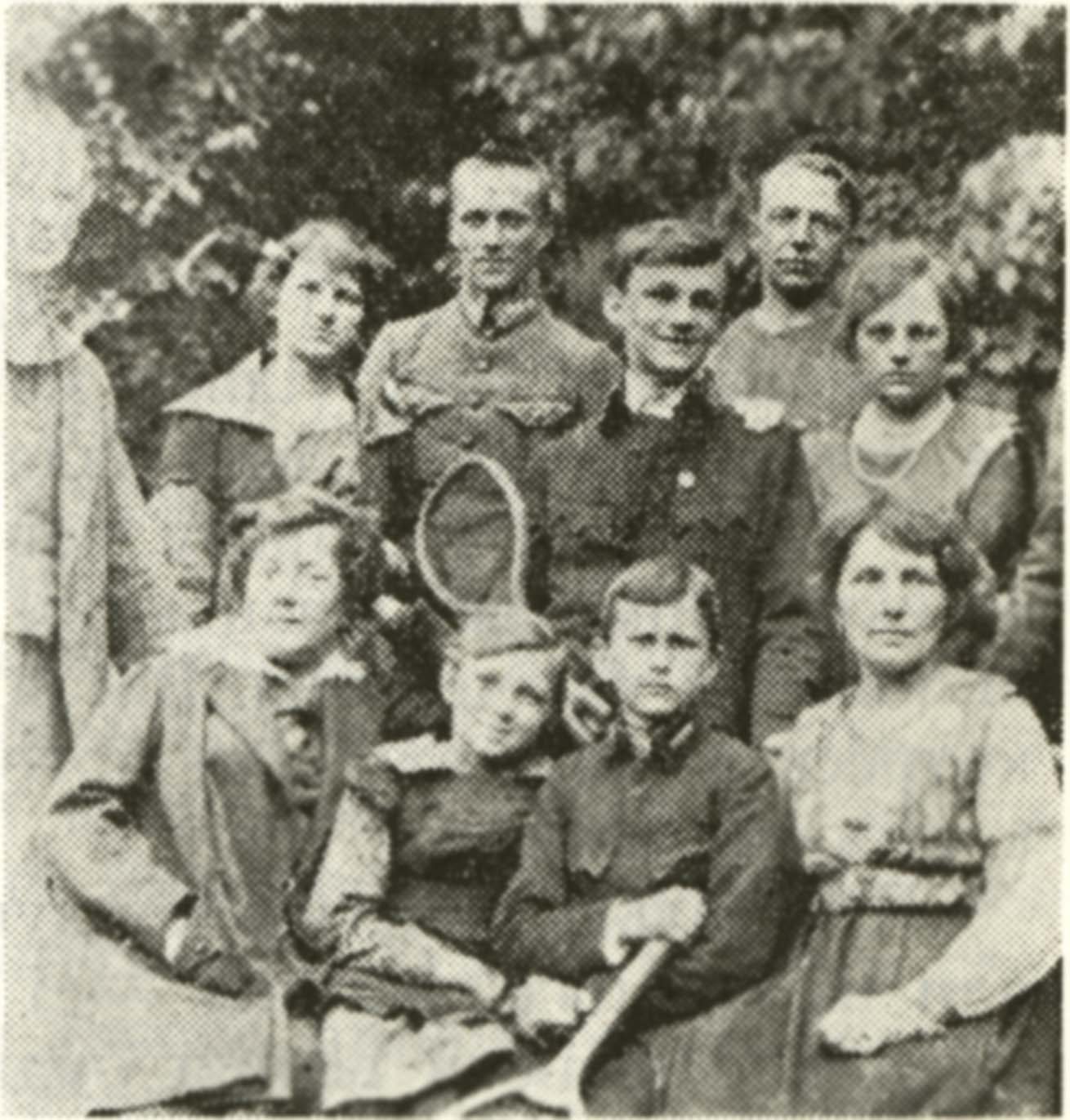
Fileira do meio (da esquerda para a direita): sua irmã Irena, seu irmão Lev (com uma raquete) e Stefania (c. 1915)

De 1914 a 1916, estudou em Viena, como pianista, com Vilém Kurz. Após a Primeira Guerra Mundial, estudou com Adolf Tchibiński na Universidade de Lviv e também assistiu às suas aulas sobre teoria musical no Conservatório de Lviv.:10
Em 1919, ela escreveu sua primeira obra musical, "Liturgia" (Літургію), que foi apresentada várias vezes na Catedral de São Jorge, em Lviv.
Em 1921 ela estudou com Guido Adler na Universidade de Viena e Joseph Marx na Universidade de Música e Artes Cênicas de Viena, onde se formou em 1923 com o diploma de professora.
Em 1925 ela se casou com Robert Lisovski (em ucraniano: Роберт Лісовський) e viajou com ele para Berlim, onde viveu de 1927 a 1930 e estudou com Arnold Schönberg e Franz Schreker. Nesse período, em 1927, nasceu sua filha Zoia (Зоя).
Em 1930, ela viajou para Praga, na Checoslováquia, onde estudou com Zdeněk Nejedlý na Universidade Carolina e com Otakar Šín no Conservatório de Praga. Também estudou composição com Vítězslav Novák na academia de música. No outono de 1933, ela ensinou piano e tornou-se acompanhante no Conservatório de Praga. Em 1934, ela defendeu sua tese de doutorado sobre o tema do folclore ucraniano nas óperas russas.:15 Ela recebeu seu doutorado em musicologia em 1934, pela Universidade Livre da Ucrânia, em Praga. Ela se tornou a primeira mulher da Galícia (que então fazia parte da Polónia) a receber um doutorado.
Retornando a Lviv, de 1934 até o início da Segunda Guerra Mundial trabalhou como professora de teoria musical e piano no Conservatório de Lviv, e tornou-se membro do Sindicato dos Músicos Profissionais Ucranianos.

## Segunda Guerra Mundial
No outono de 1939, após a ocupação soviética da Ucrânia ocidental, Stefania trabalhou como tutora e professora de concerto na Ópera de Lviv e, de 1940 a 1941, foi professora adjunta no Conservatório de Lviv. Após o encerramento do Conservatório, com a ocupação alemã, continuou a lecionar na Escola Nacional de Música. Na primavera de 1944, ela deixou Lviv e foi para Viena. Fugindo dos soviéticos, em 1946 mudou-se para o sul da Áustria e de lá para a Itália, onde seu segundo marido, Nartsiz Lukianovitch, era médico sob o comando britânico.

## Inglaterra
No outono de 1946, Stefania mudou-se para o Reino Unido e morou em Brighton (1947–1951), Londres (1951–1952), Barrow Gurney (perto de Bristol) (1952–1962), Belfast (Irlanda do Norte) (1962–1973) e Cambridge (desde 1973).
No final dos anos 1940, ela voltou a compor. De tempos em tempos ela voltou a atuar como pianista, em particular em 1957, em uma série de concertos em comunidades ucranianas na Inglaterra, e em 1959, em um concerto de música para piano em Bristol. Ela foi membro da Sociedade Britânica de Mulheres-Compositoras e Musicistas (que existiu até 1972).

Sua ópera "The Heart of Oksana" foi apresentada em Winnipeg (Canadá) em 1970, no Centennial Concert Hall, sob a direção artística de sua irmã Irena Turkevitch-Martynec.